# Deloit (Iowa)
Deloit – miasto w Stanach Zjednoczonych, w stanie Iowa, w hrabstwie Crawford. W 2000 roku liczyło 288 mieszkańców.